# 桑田尚樹
桑田 尚樹（くわた なおき、1977年3月13日 - ）は日本の男性ファッションモデル、俳優。愛媛県松山市出身。ドーモ所属。
趣味は歴史、盆栽、将棋。特技はラグビー、相撲。
日本だけでなく韓国の雑誌やCMでも俳優、モデルとして活躍している。

## 主な出演

### 舞台
- アンチリアル

### テレビドラマ
- 仮面ライダーW（2010年） - 高級レストランの店員 役
- MTV 「SHIBUHARA GIRLS2」
- ハイビジョン特集「カンブリアン ウォーズ」

### 映画
- しあわせなら手をたたこう（2005年）
- アキハバラ@DEEP（2006年）
- ワルボロ（2007年）
- 官能小説（2007年）
- ザ・マジックアワー（2008年）
- 死刑ドットネット（2010年）
- 突拍子もないマレビト

### CM
- VAIO Z
- サイバーショット（ソニー）
- エス・バイ・エル
- ユニー
- クロレッツXP
- ニュータッチ 凄麺（ヤマダイ）
- Nescafé

### PV
- YUKI 「ハミングバード」
- マライア・キャリー 「Boy(I Need You)」
- 徳永英明　 「あなたしか見えなかった」

### 広告
- 丸井「アイウェア」
- サンスター 「トニックシャンプー」
- JT 「Seven Stars REVO」
- リーバイス
- NTTドコモ
- ANA
- NEXEN TIRE
- HYUNDAI自動車（韓国）
- CANON（韓国）

### 雑誌
- Men's JOKER
- MEM'S CLUB
- ミセス
- VoCE
- VOGUE KOREA
- Free&Easy
- Tarzan
- CeCi(韓国)
- FHM(スペイン)
- Men's FOLIO(香港)
- OCEANS

### カタログ
- ORIHICA
- UNIQLO
- ニッセン
- GLOBAL WORK
- マルイVoi

### その他
- レスリー・キー写真集「Super Stars」（2006年）に参加
- レスリー・キー写真集「SUPER TOKYO」（2010年）に実子と共に参加
- BeeTV 密フェチ（docomo）

## 参考
- “レスリーの写真集「SUPER TOKYO」”.   Men'sCLUB (2010年4月26日). 2015年7月24日閲覧。